# 산업폐기물
산업폐기물(industrial waste)은 공장, 제분소, 광산 작업과 같은 제조 과정에서 쓸모 없게 된 모든 물질을 포함하는 산업 활동으로 인해 생성되는 폐기물이다. 산업 폐기물의 유형에는 흙과 자갈, 석조 및 콘크리트, 고철, 기름, 용제, 화학 물질, 목재 스크랩, 레스토랑에서 나온 음식물 쓰레기까지 포함된다. 산업 폐기물은 고체, 반고체 또는 액체 형태일 수 있다. 이는 유해 폐기물(일부 유형은 독성이 있음)이거나 비유해 폐기물일 수 있다. 산업 폐기물은 인근 토양이나 인근 수역을 오염시킬 수 있으며 지하수, 호수, 하천, 강 또는 연안수를 오염시킬 수 있다. 산업폐기물은 생활폐기물과 혼합되는 경우가 많아 정확한 평가가 어렵다. 미국의 추정치는 2017년 기준으로 매년 76억 톤에 달하는 산업 폐기물이 발생하는 것으로 추산된다. 대부분의 국가에서는 산업 폐기물 문제를 처리하기 위한 법률을 제정했지만 엄격성과 규정 준수 체제는 다양하다. 집행은 항상 문제이다.

## 같이 보기
- 환경 인종차별
- 유해 폐기물
- 재활용
- 토양 오염